# Martha Brossier
Martha Brossier, nota anche con lo pseudonimo di Marthe Brossier (Romorantin-Lanthenay, 1556 – dopo il 1600), è stata una truffatrice francese.
Nota per aver rivendicato la possessione demoniaca all'età di 22 anni. Secondo Augustin Calmet, Martha era la figlia di un tessitore di Romorantin e affermava di essere stata posseduta da demoni, attirando notevole notorietà. Il caso è stato interpretato come frode da Charles Miron, vescovo della diocesi di Angers o della diocesi di Orléans.

## Biografia
Le malattie di cui soffriva, le quali abbiamo notizia, includevano un'estrema mancanza di respiro, la capacità di tirare in fuori la lingua in modo irragionevole e di digrignare dei denti. Si dimenava e muoveva la bocca come se avesse le convulsioni mentre contorceva anche il viso, roteava gli occhi e sembrava mostrare profonda afflizione e tormento. Avrebbe anche contorto le parti del tronco. Si udiva un brontolio dall'area della milza sotto le costole sul lato sinistro e questo provocava spasmi alla coscia sinistra.
Parlava spesso con una voce violenta e ruggente. Si ha avuto notizia di un episodio in cui era distesa sulla schiena e saltava con tutto il suo corpo, essendo in grado di coprire la distanza dall'altare alla porta di una grande cappella in quattro o cinque sollevamenti tant'è che gli spettatori descrissero che dava l'impressione di essere trascinata o sollevata presumibilmente dai demoni. Durante i suoi attacchi demoniaci è stata in grado di sopportare punture di spilli alle mani e al collo con sanguinamento limitato. Era anche in grado di parlare con la bocca chiusa, spesso parlando fluentemente inglese e greco.

## Scoperta
Charles Miron pensava che la rivendica di possessione demoniaca fosse fraudolenta. Le fece bere acqua santa sotto le spoglie di acqua normale. Lo fece anche alla presenza di esorcisti con una chiave avvolta in seta rossa (affermando che la seta conteneva una reliquia della ' vera croce) e recitò vari versi di Virgilio, che Martha Broisser scambiò per riti di esorcismo. Sia la presenza della chiave incartata che il recital di versi di Virgilio la agitarono immensamente. Henri de Gondi, vescovo cardinale di Parigi, la fece esaminare da cinque membri della sua facoltà. Tre erano dell'opinione che fosse un impostore con poche segni di malattia. Il Parlamento nominò undici medici che tutti all'unanimità riferirono che non c'era nulla di demoniaco nell'argomento e suggerirono che usasse la forza fisica dello stomaco e del seno per parlare con la bocca chiusa.